# Luigi Vanvitelli
Lodewijk van Wittel ou Luigi Vanvitelli, né le 12 mai 1700 à Naples (royaume de Naples) et mort le 1er mars 1773  à Caserte (royaume de Naples), est un peintre et un architecte baroque napolitain du XVIIIe siècle, surtout connu pour avoir construit le palais royal de Caserte.

## Biographie
Luigi Vanvitelli est le fils du peintre hollandais Caspar van Wittel. Il étudia simultanément la peinture et l'architecture, et exécuta très jeune encore des tableaux et des fresques remarqués. Il se signala encore plus par la construction des églises Saint-François (it) et Saint-Dominique (it) à Urbino, et par la restauration du palais Albani (it) dans la même ville. Le pape le nomma à 28 ans architecte de Saint-Pierre de Rome et le chargea de grands travaux à Ancône (1728).
Il construisit pour le roi de Naples Charles III le palais de Caserte.
Son fils Carlo Vanvitelli (Naples, 1739-1821) continua son œuvre.

## Postérité
Dans le court métrage italo-américain Caserta Palace Dream (2014), le rôle de Luigi Vanvitelli est interprété par l'acteur américain Richard Dreyfuss.

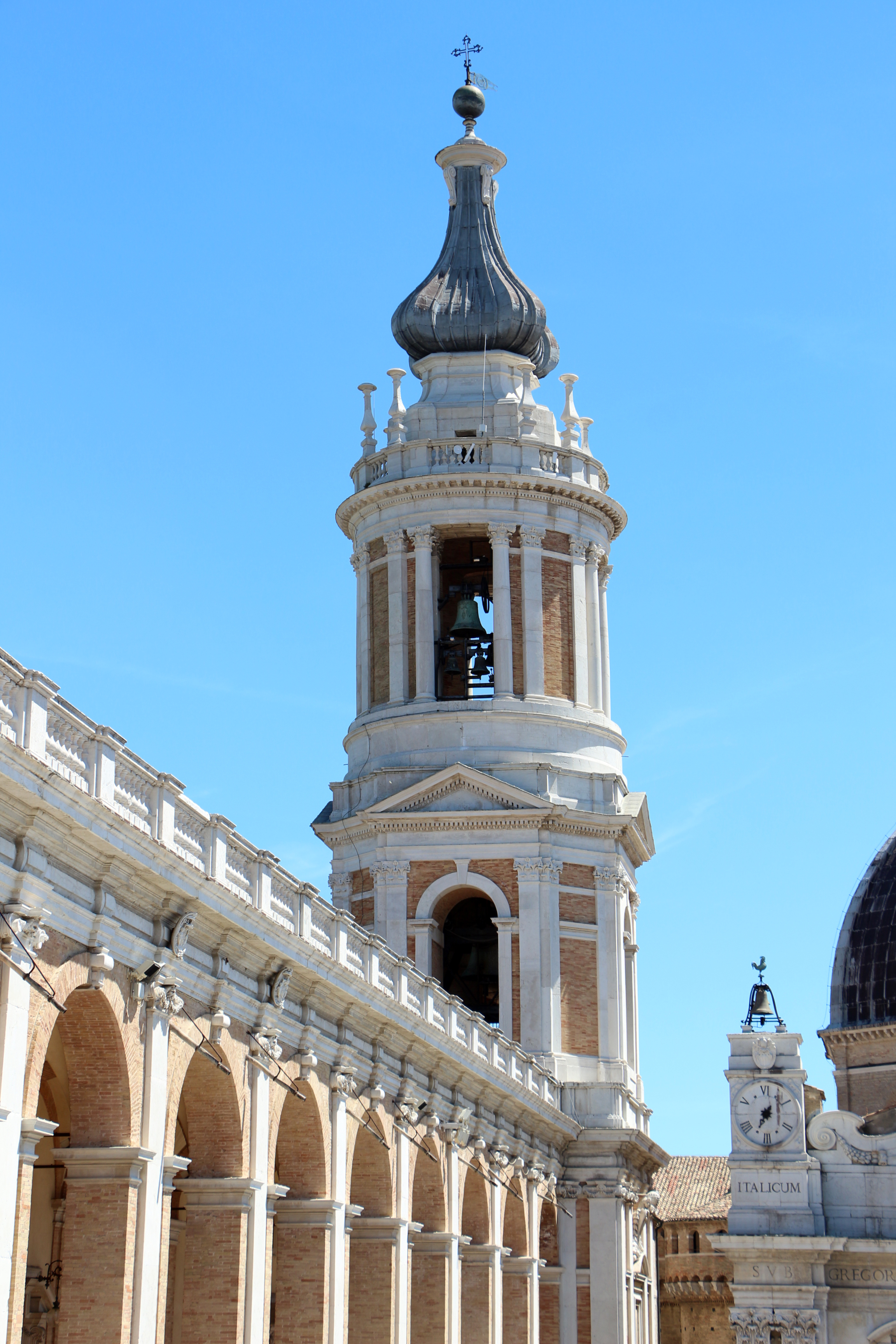
Le Campanile de Lorette

## Œuvres

### À Naples et en Campanie
- Palais de Caserte, début en 1752 et fin sous la direction de son fils Carlo en 1847.
- L'église de l'Annunziata de Naples
- L'église de la Missione ai Vergini de Naples
- Remaniement de l'église Santa Maria dei Vergini de Naples
- Restauration du palazzo Fondi de Naples
- Le palazzo Doria d'Angri de Naples, terminé par son fils Carlo Vanvitelli
- Le Ponte Vanvitelli à Bénévent (restauration du pont au-dessus de Calore Irpino)
- L'aqueduc Carolino à Valle di Maddaloni (1753–1762)

### À Rome et dans le Latium
- La façade du palazzo Odescalchi de Rome parfois. attribuée au Bernin ;
- La basilique Santa Maria degli Angeli e dei Martiri des thermes de Dioclétien, Rome (après 1750 remaniement d'après le concept de Michelange)
- Entre 1743 et 1748, la consolidation du dôme de la basilique Saint-Pierre de Rome qui menaçait de s'effondrer.
- Fresques de l'église Santa Cecilia in Trastevere de Rome[1]
- Fresques de l'église del Suffragio de Viterbe[1]

### Dans les Marches et autres
- Le Lazzaretto d'Ancône.
- Le Campanile de la Santa Casa de Loreto (1750-1754)

- L'église Sant’Agostino de Sienne (agrandie par Giuseppe et Sebastiano di Giorgio Minacci, 1747–1755)[2]

## Galerie

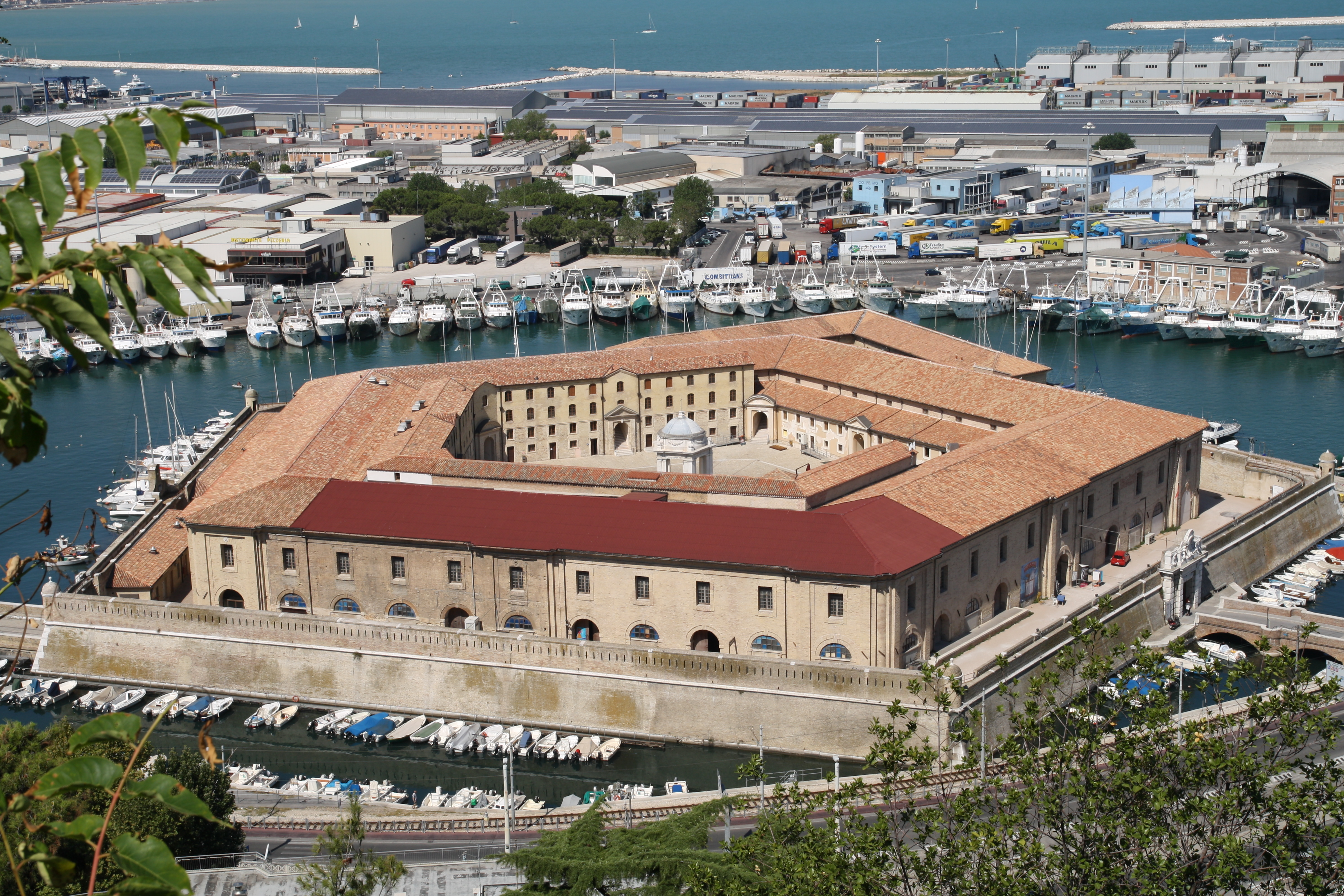
Lazzaretto d'Ancône ou Mole Vanvitelliana.
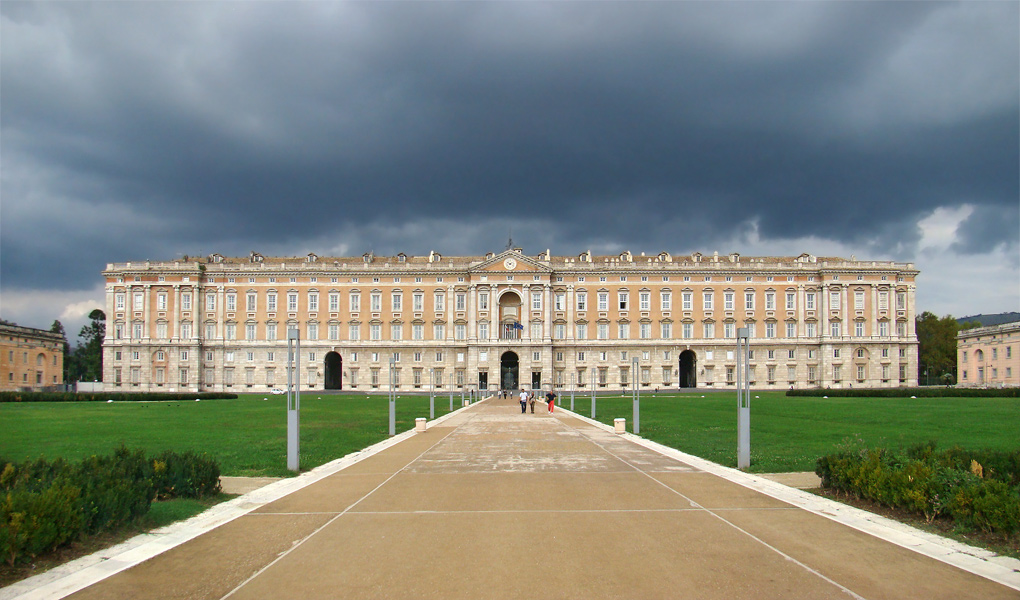
Façade du Palais de Caserte.
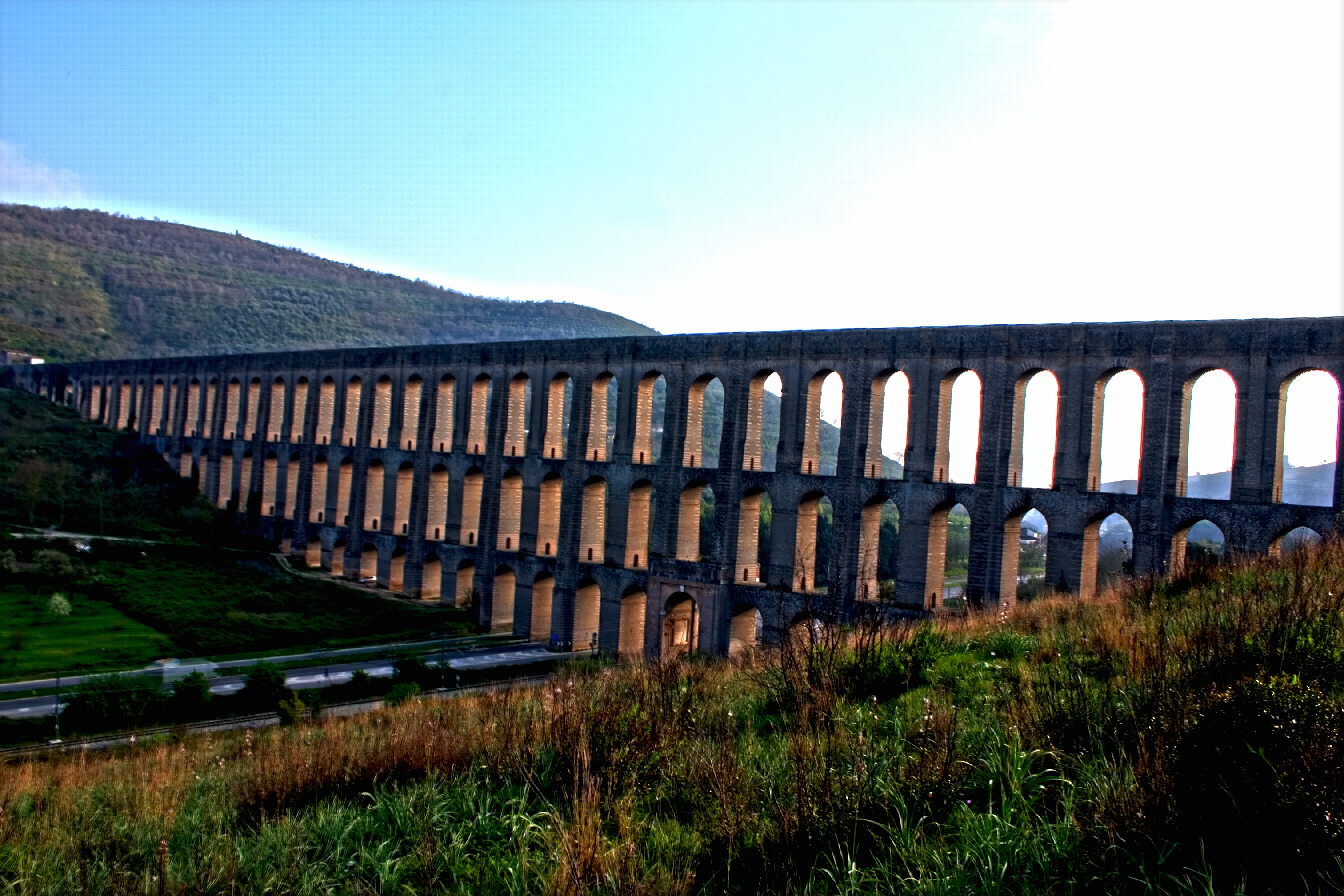
Aqueduc Carolino, Aqueduc de 8km en province de Caserte (1753-1762).
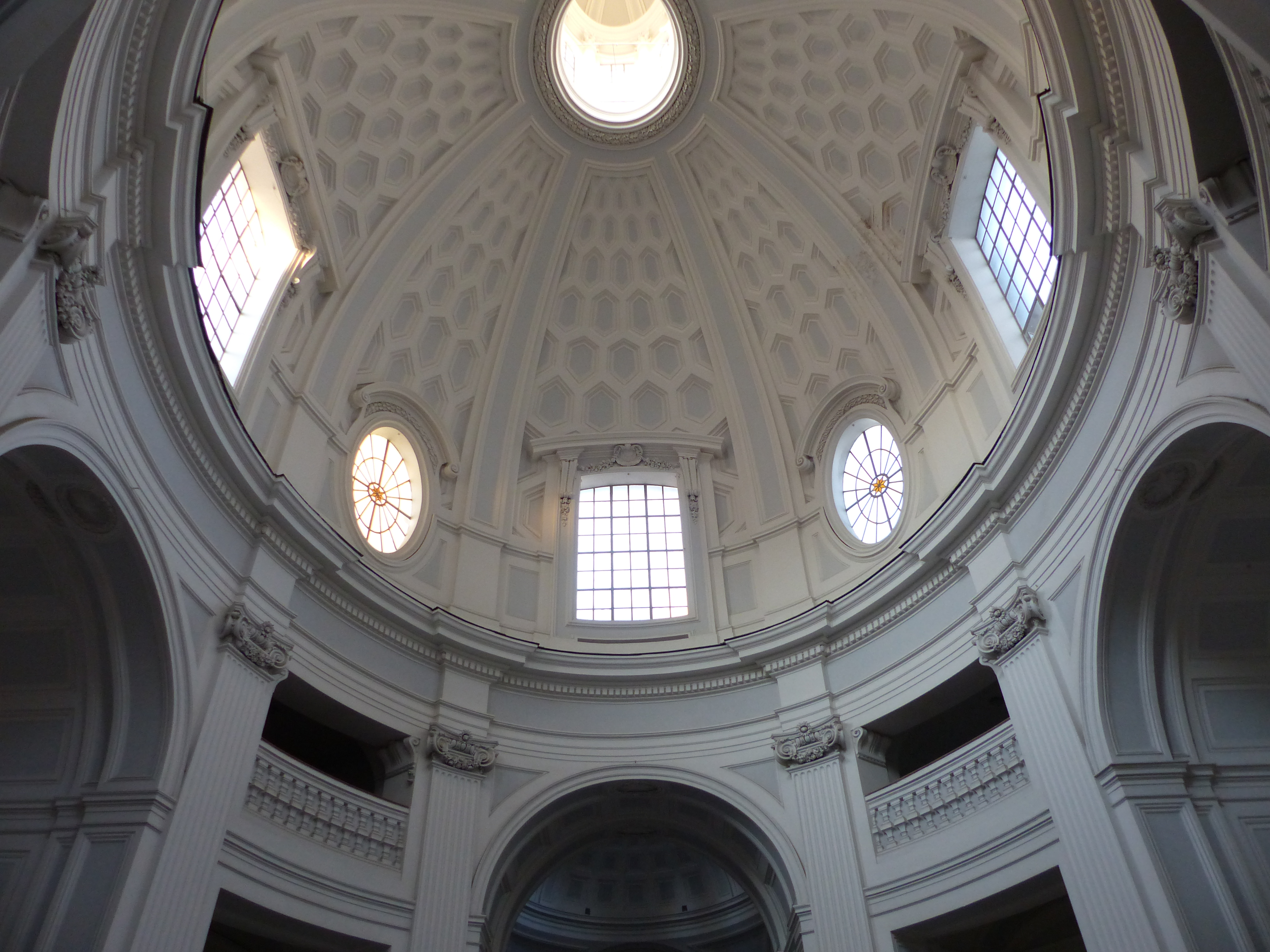
Coupole Vanvitelli.
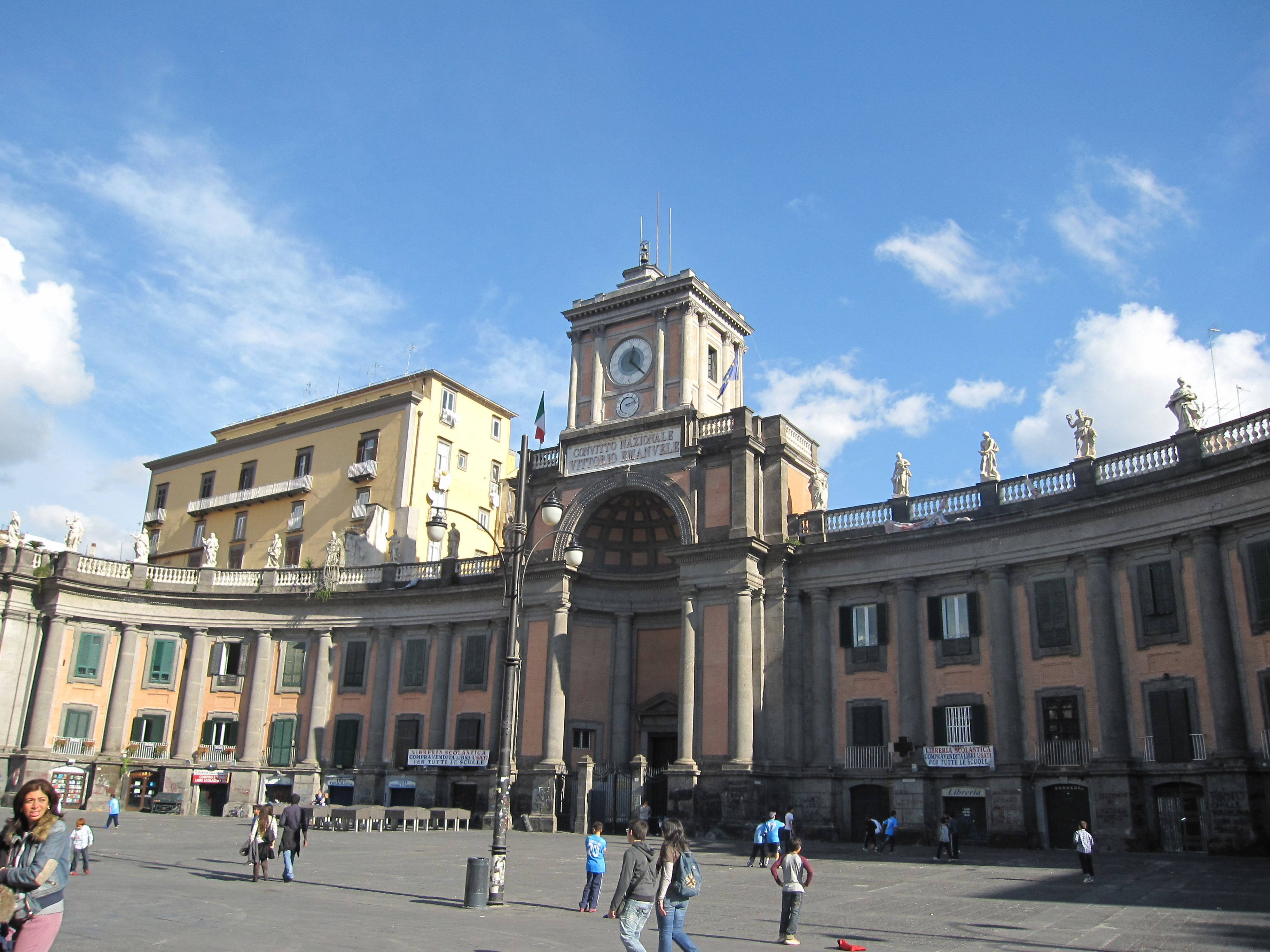
Forum Carolino de Naples.